# 国冬本源氏物語
国冬本源氏物語（くにふゆほんげんじものがたり）は、鎌倉時代末期の住吉大社の神主で歌人としても知られる津守国冬（1270年（文永7年）-1320年（元応2年））による書写とされる源氏物語の写本のことである。津守国冬による書写とされる源氏物語の写本は、断片的なものを含めるといくつか知られているが、通常「国冬本源氏物語」というときには、現在天理大学天理図書館に所蔵されている津守国冬の書写による巻を含む取り合わせ本をいう。

## 概要
鎌倉時代末期と見られる津守国冬の書写によるとされる12冊の写本と、室町時代末期の14人の伝称筆者からなる42巻42冊の写本の、総計54巻からなる取り合わせ本である。18冊に及ぶ複雑な錯簡と大小の脱落を有しており、中でも「匂ふ兵部卿」の表題を持つ巻の中身は「夕霧」の後半部分であり、「匂宮」の内容を持つ部分は存在しない。逆に「玉鬘」の後半部分には「紅梅」の後半部分が綴じられているため「紅梅」の後半部分は二重に存在することになる。

## 伝来
本写本は、鎌倉期に津守国冬により書写されたとされる12冊の写本群と、室町期に14人の伝称筆者により書写されたとされる42巻42冊の写本群から構成されるが、いつ頃いかなる事情でこれら複数の写本群が一つにまとめられたのかは不明である。
本写本は現在、蒔絵箱入りの状態で54冊全てに江戸時代の特徴を持つ統一した豪華な装丁を持っているため、この時期に嫁入り本の用途等で現在の形態に全冊改装されたと見られる。この時点でか、それ以前にある程度そうなっていたのかは不明であるが、本写本は多数の大きな錯簡を抱えており、それは「一度綴じ紐を切ってバラバラになった後、中身を全く読まずに閉じ直したとしか思えないほど」であるとされている。昭和初期に大規模な源氏物語の本文調査を行っていた池田亀鑑のコレクションである桃園文庫に入り、対照本文という形であるが、『源氏物語大成』にその時点で別本とされる本文を持つことが明らかであった巻を中心に25巻が収録されている。その後、天理大学附属天理図書館が特別本として所蔵するに至った。大規模な錯簡をいくつも抱えていたため不明な点が多く、不正確な情報も存在したが、岡嶌偉久子により詳細な調査が行われたことにより、書誌情報などが明らかにされるとともに錯簡の状態が明らかにされ、はじめて全容が明らかになった。
なお、2023年（令和5年）6月27日付で国の重要文化財に指定されている。

## 本文
本文の系統は概ね別本として分類されるが、全ての巻がそうではなく、例えば「若菜上」は青表紙本、「若菜下」は河内本に系統分けされており、どの系統に含めるべきか判断の分かれる巻もあるという、いわゆる取り合わせ本の典型的な形態を持っている。『源氏物語』として確認できる最古の本文である平安時代末期制作の国宝『源氏物語絵巻』の絵詞との類似が指摘される巻もある。別本の本文を持つとされる巻を中心に、現在の『源氏物語』における流布本といえる青表紙本や河内本と比べたとき、鈴虫巻において約500字におよぶ長文の異文が見られるのをはじめ、特徴的な異文を多く持つことが分かっており、近年それらについてさまざまな考察がなされている。
室町時代の『源氏物語』の注釈書である「河海抄」などには、この津守国冬筆桐壷の巻について、「従一位麗子本の流れを伝えるものである」との記述がある。この「従一位麗子本」とは平安時代に作られた著名な写本の一つであり、河内本が作られたとき参考にされた、7つの主要な写本の一つであるとされている写本である。

## その他の国冬本
その他の津守国冬の書写とされる源氏物語の写本としては、以下のものがある。
- 朝顔巻（天理大学天理図書館蔵）[5]
- 薄雲巻（天理大学天理図書館蔵）[6][7][8]
- 前田家蔵伝国冬慈寛筆源氏物語
6帖中1帖（総角）が国冬筆とされる。[9]

## 翻刻
本文の翻刻は以下の通り『本文研究』（和泉書院）の第1集から第6集までに胡蝶巻までなされている。
- 伊藤鉃也・岡嶌偉久子「国冬本源氏物語 1 （翻刻 桐壺・・空蝉）」伊井春樹編『本文研究 第1集 考証・情報・資料』和泉書院、1996年（平成8年）7月、pp.. 181-225。 ISBN 4-87088-811-4
- 伊藤鉃也・岡嶌偉久子「国冬本源氏物語 2 （翻刻 夕顔・若紫・末摘花）」伊井春樹編『本文研究 第2集 考証・情報・資料』和泉書院、1998年（平成10年）3月、pp.. 155-219。 ISBN 4-87088-908-0
- 伊藤鉃也・岡嶌偉久子「国冬本源氏物語 3 （翻刻 紅葉賀・花宴・葵）」伊井春樹編『本文研究 第3集 考証・情報・資料』和泉書院、2000年（平成12年）8月、pp.. 155-1995。 ISBN 4-7576-0070-4
- 伊藤鉃也・岡嶌偉久子「国冬本源氏物語 4 （翻刻 賢木・花散里・須磨・明石）」伊井春樹編『本文研究 第4集 考証・情報・資料』和泉書院、2001年（平成13年）5月、pp.. 175-245。 ISBN 4-7576-0110-7
- 伊藤鉃也・岡嶌偉久子「国冬本源氏物語 5 （翻刻 澪標・蓬生・関屋・絵合・松風・薄雲）」伊井春樹編『本文研究 第5集 考証・情報・資料』和泉書院、2002年（平成14年）6月、pp.. 175-243。 ISBN 4-7576-0162-X
- 伊藤鉃也・岡嶌偉久子「国冬本源氏物語 6 （翻刻 朝顔・少女・玉鬘・初音・胡蝶）」伊井春樹編『本文研究 第6集 考証・情報・資料』和泉書院、2004年（平成16年）5月、pp.. 105-150。 ISBN 4-7576-0265-0

この他に写本記号「国」で対照本文という形であるが、『源氏物語大成』に青表紙本として朝顔、若菜上、河内本として松風、若菜下、椎本、総角、別本として桐壺、帚木、空蝉、賢木、朝顔、少女、玉鬘、常夏、篝火、藤裏葉、柏木、夕霧、紅梅、竹河、橋姫、宿木、東屋、浮舟、蜻蛉、手習、夢浮橋が収録されており、『源氏物語別本集成』に桐壺、帚木、賢木、松風、薄雲、朝顔、少女、玉鬘、初音、胡蝶、蛍、常夏、篝火、野分、行幸、藤袴、真木柱、梅枝、藤裏葉、若菜上、若菜下、柏木、横笛、鈴虫、夕霧、御法、幻、竹河、橋姫、椎本、総角、早蕨、宿木、東屋、浮舟、蜻蛉、手習、夢浮橋の三十九巻が収録されている。ここまでの文献で54帖をカバーしているが、『源氏物語別本集成続』に改めて全巻が収録される予定であるとされ空蝉、夕顔、若紫、末摘花、紅葉賀、花宴、葵、花散里、須磨、明石、澪標、蓬生、関屋、絵合、薄雲、朝顔が収録されたものの梅枝巻を含む第7巻まで刊行された段階で中断している。